# Sociedade Esportiva União Cacoalense
La Sociedade Esportiva União Cacoalense, nota anche semplicemente come União Cacoalense, è una società calcistica brasiliana con sede nella città di Cacoal, nello stato della Rondônia.

## Storia
Il club è stato fondato il 1º gennaio 1982. L'União Cacoalense ha vinto il Campionato Rondoniense nel 2003 e nel 2004.

## Palmarès

### Competizioni statali
- Campionato Rondoniense: 2

2003, 2004
- Campeonato Rondoniense Segunda Divisão: 1

2013